# Astragalus asplundii
Astragalus asplundii är en ärtväxtart som beskrevs av Ivan Murray Johnston. Astragalus asplundii ingår i släktet vedlar, och familjen ärtväxter. Inga underarter finns listade i Catalogue of Life.